# 蒋金流
蒋金流（1929年9月—2007年4月24日），男，辽宁沈阳（一作山东诸城）人，中华人民共和国军事人物、政治人物，中国人民解放军少将，曾任中共湖南省委常委，湖南省军区司令员。